# Joram Voelklein
Joram Voelklein (* 1973) ist ein deutscher Schauspieler.
Seine Ausbildung absolvierte Joram Voelklein bei Schauspiel München, wo er 1998 das Diplom erwarb, und in den USA am Playhouse West in Los Angeles.
Seitdem spielte er Hauptrollen in Fernsehproduktionen: In der Pro7-Komödie Problemzone Schwiegereltern den frisch verheirateten Sohn von Katrin Saß bzw. Schwiegersohn von Michael Gwisdek; im Tatort: Schichtwechsel macht er Axel Milberg das Leben schwer; in Die Tochter des Kommissars verliebt er sich in die Tochter (Lisa Maria Potthoff) seines Kollegen (Herbert Knaup); als brutaler Entführer in Davon stirbt man nicht mit Suzanne von Borsody und in Es geht nicht immer nur um Sex ist er der schüchterne Buchhändler Gregor, der schließlich Sophie Schütt erobert. 
Im Theater war der in München lebende Schauspieler unter anderem als Richard III zu sehen.

## Filmografie
- 2000: Die Traumprinzen
- 2001: Die Tochter des Kommissars
- 2001: Natalie IV: Das Leben nach dem Babystrich
- 2001: Es geht nicht immer nur um Sex
- 2001: Ob sie wollen oder nicht
- 2002: Davon stirbt man nicht
- 2002: So schnell du kannst
- 2003: The Third Wave
- 2003: Natalie V – Babystrich Ostblock
- 2003: Richtung Allgäu
- 2003: Die Eltern der Braut
- 2004: Tatort – Schichtwechsel
- 2004: Problemzone Schwiegereltern
- 2004: Polizeiruf 110 – Der scharlachrote Engel
- 2005: München
- 2005: Großstadtrevier – Zurück Auf Los
- 2005: Die Cleveren – Der Todeskuss
- 2005: Der letzte Zeuge – Kinder des Zorns
- 2006: Tatort – Dornröschens Rache
- 2006: Polizeiruf 110 – Taubers Angst
- 2006: Doppelter Einsatz – Rumpelstilzchen
- 2006: Reine Geschmacksache
- 2006: Stadt, Land, Mord! (Fernsehserie, eine Folge)
- 2007: Stolberg (Fernsehserie, eine Folge)
- 2007: Tatort – A gmahde Wiesn
- 2008: Polizeiruf 110 – Die armen Kinder von Schwerin
- 2008: Die Rosenheim-Cops – Jung, schön, fit und tot
- 2008: Tatort – Schwarzer Peter
- 2009: Crashpoint – 90 Minuten bis zum Absturz
- 2009: Der Kaiser von Schexing (Fernsehserie, eine Folge)
- 2009: Faktor 8 – Der Tag ist gekommen
- 2009: Wer hat Angst vorm schwarzen Mann?
- 2010: Jerry Cotton
- 2010: Hanni & Nanni
- 2010: Tatort – Die Unmöglichkeit, sich den Tod vorzustellen